# Cunila leucantha
Cunila leucantha là một loài thực vật có hoa trong họ Hoa môi. Loài này được Kunth ex Schltdl. & Cham. mô tả khoa học đầu tiên năm 1831.